# Символи Македонії
Символами Македонії є національні символи держави та народу. До національних символів належать національний прапор, герб, гімн та національні етнічні символи, що представляли і символізували народ протягом століть.

## Державний прапор

Прапор Македонії.

Прапор Македонії - офіційний прапор на території країни, прийнятий у 1995 році, коли був змінений старий македонський прапор. Прапор складається з червоного тла із золотим сонцем. Сонце має вісім сонячних променів, що простягаються від сонячного диска до країв прапора. Сонячні промені перетинаються по діагоналі, горизонталі та вертикалі. Діаметр сонячного диска становить одну сьому довжину прапора. Центр сонця збігається з точкою, де перетинаються діагоналі прапора. Співвідношення ширини та довжини прапора - один до двох.

## Етнічний прапор

Етнічний македонський прапор.

«Кутльська зірка», «Катлеське сонце» або навіть «Аргеадська зірка» - так називають символ стилізованої зірки або сонця з шістнадцятьма променями. Він був розкопаний в 1977 році під час археологічних розкопок у Кутлесі, в північній грецькій провінції Македонія, професором Манолісом Андронікосом. Він відкрив сонце золотої ларнакси в могилах царів стародавнього царства Македонія.
Зірка з Кутлеса - символ, який використовують македонці. Це сонце з 16 кінцями є багатовіковим символом македонського народу, країни та культури. У 1977 році в селі Кутлес його розкопали на археологічному об’єкті, і після назви села Кутлес сьогодні його називають символом. У гробниці, яку виявили, була знайдена золота платівка, на якій вигравірувано сонце. Сьогодні знайдена дошка зберігається в музеї в Катлесі, Біломорська Македонія. Зірка використовувалася у Македонському царстві та в Республіці Македонія з 1991 по 1995 рік, коли прапор був примусово змінений на діючий македонський прапор. Сьогоднішній національний прапор Македонії - це скорочена стилізована версія Кутльської зірки з вісьмома раменами замість шістнадцяти.
Крім Зірки, в якості етнічного прапора використовується золотий лев на червоному тлі.

## Історичні прапори

Прапор Республіки Македонія (1991-1995)
Прапор СР Македонії з 1946 по 1990 рік
Прапор Народної Республіки Македонія з 1944 по 1946 рік
Прапор Республіки Крушево.

## Національний гімн
"Сьогодні над Македонією" - державний гімн Македонії . Автор тексту - Владо Малеський, а автор музики - Тодор Скаловський. Він був написаний в 1941 році . Після закінчення Другої світової війни він був прийнятий як гімн СР Македонії в межах колишньої Югославії, а в 1992 році був оголошений законом гімном незалежної Македонії.
З часом текст гімну зазнав різних змін, із відомих сьогодні трьох версій - поточної версії, оригінального гімну та першого офіційного гімну, який відрізняється від першого лише одним рядком. Щодо оригінального тексту 1941 року імена Ніколи Карева та Димитра Влахова опущені, а ім'я Даме Груєва додано.

## Державний герб

Герб Македонії.

Герб Македонії є офіційним гербом країни. Герб, що використовується з невеликими змінами з 27 липня 1946 року, коли був замінений герб Народної Республіки Македонія, та 16 листопада 2009 року червона зірка з герба була знята. Македонський герб є одним із двох в Європі, які все ще мають соціалістичний стиль і мають пейзажний, а не історичний характер. Інший герб у пейзажному стилі - це герб Білорусі. За всіма міжнародними та національними геральдичними стандартами, це не герб, а емблема, але, незважаючи на те, що це емблема, закон Македонії називає його гербом.

## Етнічні герби

Популярний етнічний герб Македонії.

Македонський лев, як і македонська зірка з Кутлеса, є ще одним символом македонського народу, культури та традицій, якого в народі називають левом. Разом із Зіркою вони є одними з найдавніших символів у Європі, що використовуються донині. Колись леви мешкали на території Македонії, що підтверджується давніми істориками та викопними знахідками з околиць Дельчево. Полювання на левів було популярним серед македонців, і в результаті було знайдено велику кількість мозаїк та картин із сценами полювання на левів.